# Paulínia
Paulínia är en stad och kommun i Brasilien och ligger i delstaten São Paulo. Kommunen hade år 2014 cirka 95 000 invånare och är belägen på en höjd av 590 m ö.h. Paulínia blev en egen kommun den 28 februari 1964 och ingår i dag i Campinas officiella storstadsområde.